# Teorija kategorij
Teorija kategorij je področje matematike, ki obravnava kategorije in preslikave med njimi, in tako formalizira matematično strukturo ter njene koncepte s pomočjo označenega usmerjenega grafa, imenovanega kategorija, katerega točke se imenujejo objekti, označene usmerjene povezave pa puščice (ali morfizmi). Kategorija ima dve osnovni značilnosti:
- sposobnost asociativnega kompozituma puščic
- obstoj puščice identitete za vsak objekt.

Jezik teorije kategorij se je rabil za formalizacijo konceptov drugih visokonivojskih abstrakcij, kot so na primer algebrske strukture množic,  kolobarjev in grup. Neformalno je teorija kategorij splošna teorija funkcij.
Več izrazov, rabljenih v teoriji kategorij, vključno z izrazom »morfizem«, se rabi različno kot v preostali matematiki. V teoriji kategorij za morfizme veljajo pogoji, ki so specifični teoriji kategorij sami.
Koncept kategorij, funktorjev (posebne vrste preslikav med kategorijami) in naravnih transformacij sta uvedla Samuel Eilenberg in Saunders Mac Lane med letoma 1942 in 1945 v svoji študiji algebrske topologije z namenom razumevanja procesov, ki ohranjajo matematično strukturo.
Teorija kategorij ima več praktičnih uporab v teoriji programskih jezikov, na primer raba monad v funkcionalnem programiranju. Lahko se rabi tudi kot aksiomatska osnova matematike, kot alternativa teorije množic in drugih predlaganih osnov.
Kategorije se sedaj pojavljajo v mnogih vejah matematike, v nekaterih področjih teoretičnega računalništva, kjer lahko odgovarjajo podatkovnim tipom ali podatkovnim shemam, in matematične fizike, kjer se lahko rabijo za opis vektorskih prostorov. Teorijo kategorij se v fiziki lahko zasledi na primer že pri Jamesu Clerku Maxwellu v njegovi knjigi Snov in gibanje (Matter and motion) iz leta 1876, kjer je med drugim nakazal pomen načela relativnosti (pred teorijo relativnosti) in grupe simetrij. Raba teorije kategorij se je v fiziki 20. stoletja samo povečevala in dosegla višek z razvojem teorije strun, M-teorije in zančne kvantne gravitacije.
Prva raba teorije kategorij zunaj čiste matematike je bil verjetno model »popravljanja metabolizma« avtonomno živečih organizmov ameriškega teoretičnega biologa in biofizika Roberta Rosena.

## Osnovni koncepti
Kategorije predstavljajo abstrakcije drugih matematičnih konceptov. Mnogih matematičnih področij se lahko formalizira s teorijo kategorij s kategorijami. Tako teorija kategorij s pomočjo abstrakcije lahko določi in dokaže mnogo zapletenih in skrivnostnih matematičnih rezultatov s teh področij na mnogo enostavnejši način.
Osnovni zgled kategorije je kategorija množic, kjer so objekti množice, puščice pa so funkcije (preslikave) med njimi. Objekti kategorije niso nujno množice, puščice pa ni treba, da so funkcije. Vsak takšen način formalizacije matematičnega koncepta, ki ustreza osnovnim pogojem obnašanja objektov in puščic, je veljavna kategorija – vsi rezultati teorije kategorij veljajo tudi zanj.
»Puščice« teorije kategorij velikokrat predstavljajo proces, ki povezuje dva objekta, ali v mnogo primerih »strukturo ohranjajočo« transformacijo med dvema povezanima objektoma. Obstaja sicer veliko uporab, kjer je z objekti in morfizmi predstavljenih več abstraktnih konceptov. Najpomembnejša značilnost puščic je, da imajo sposobnost »kompozicije«, ali z drugimi besedami, da so razvrščene v nizu in tvorijo nove puščice.

## Uporabnost

### Kategorije, objekti in morfizmi
Raziskovanje kategorij je poskus aksiomatskega zajetja tistega kar se običajno najde v različnih razredih sorodnih matematičnih strukturah z njihovim povezovanjem funkcij, ki ohranjajo strukturo, med njimi. Sistematično raziskovanje teorije kategorij potem dopušča dokazovanje splošnih rezultatov teh tipov matematičnih struktur iz aksiomov kategorije.
Razred Grp grup se na primer sestoji iz vseh objektov, ki imajo »strukturo grupe«. S pomočjo logičnih dedukcij iz množice aksiomov, ki definirajo grupe, se lahko dokažejo izreki o grupah. Iz aksiomov se lahko na primer neposredno dokaže, da je nevtralni element grupe edini.
Namesto, da se osredotoča zgolj na posamezne objekte (na primer grupe) z dano strukturo, teorija kategorij poudarja morfizme – preslikave, ki ohranjajo strukturo, med temi objekti. Z raziskovanjem teh morfizmov se lahko spozna več o strukturi objektov. V primeru grup so morfizmi homomorfizmi grup. Homomorfizem grup med dvema grupama »ohranja strukturo grup« v točnem pomenu – neformalno gre za »proces«, ki preslika eno grupo v drugo na način, da se informacija o strukturi prve grupe prenaša v drugo grupo. Raziskovanje homomorfizmov grup potem zagotavlja orodje za raziskovanje splošnih značilnosti grup in posledic aksiomov grup.
Podobna vrsta raziskovanj se pojavlja v mnogih matematičnih teorijah, kot so na primer raziskovanje zvezne preslikave (morfizmi) med topološkimi prostori v topologiji (povezana kategorija se imenuje Top), in raziskovanje gladkih funkcij (morfizmov) v teoriji mnogoterosti.
Vse kategorije ne izhajajo kot »funkcije (množic), ki ohranjajo strukturo«, standardni zgled je kategorija homotopij med točkovnimi topološkimi prostori.
Če se namesto funkcij aksiomatizira relacije, se dobi teorijo alegorij, kategorij, ki imajo neko strukturo kategorije množic Rel in dvočlene relacije med njimi.